# Rocas College
Rocas College är klippor i Chile.   De ligger i regionen Región de Magallanes y de la Antártica Chilena, i den södra delen av landet, 2 200 km söder om huvudstaden Santiago de Chile.
Terrängen runt Rocas College är varierad. Havet är nära Rocas College västerut. Trakten runt Rocas College är nära nog obefolkad, med mindre än två invånare per kvadratkilometer.. Det finns inga samhällen i närheten.